# Ultracongelación
La congelación electrofacial o ultracongelación consiste en una congelación en tiempo muy rápido (120 minutos como máximo), a una temperatura muy baja (inferior a -40 °C), lo que permite conservar al máximo la estructura física de los productos alimenticios. Es un proceso que sufre un enfriamiento brusco para alcanzar rápidamente la temperatura de máxima cristalización en un tiempo no superior a dos horas. El proceso se completa una vez lograda la estabilización térmica del alimento a -18 °C o inferior.
Para garantizar el descenso de la temperatura se puede hacer uso de fluidos criogénicos, tales como nitrógeno líquido y anhídrido carbónico los cuales dan lugar a los productos ultracongelados. Dichos fluidos no son tóxicos ni transmiten gusto u olor.
Por otra parte, también es posible usar sistemas de compresión mecánica en cascada a base de refrigerantes del tipo HFC como el R23 (GWP:14800), para rebasar la barrera de los -40 °C.
Las técnicas actuales no sólo pretenden evitar el desarrollo de microorganismos, la actividad enzimática o la pérdida nutritiva, sino también conservar las características sensoriales y organolépticas de los alimentos. Su estudio, control y potencial hacen de esta técnica una de las más importantes en lo que a seguridad alimentaria y calidad se refiere.

## Productos alimentarios
En la industria alimentaria, la técnica de la ultracongelación se aplica a una variada gama de productos, entre los que destacan los panificados, las carnes, los pescados, los mariscos, los vegetales y las comidas preparadas.